# Greg Mottola
Gregory J "Greg" Mottola (11 de julho de 1964, Dix Hills, Nova Iorque) é um cineasta e roteirista estadunidense. Mottola escreveu e dirigiu o filme independente The Daytrippers em 1996, e concentrou durante vários anos de sua vida dirigindo séries e programas na televisão, como Undeclared e Arrested Development. Recentemente, ele dirigiu filmes de sucesso como Superbad, Adventureland e Paul.

## Vida e carreira
Mottola cresceu em Dix Hills, Nova Iorque, em uma família católica de descendência ítalo-irlandesa. Fez bacharelado em arte pela Universidade Carnegie Mellon e mestrado em Cinema na Universidade de Columbia. Mottola é casado com Sarah Allentuch e tem três filhos.
Mottola dirigiu o filme Adventureland em 2009, que se ambienta nos anos 1980, com a história de um grupo do colegial que acabam conseguindo o primeiro emprego em um parque de diversões. Em 2001 dirigiu Paul que é sobre dois nerds — interpretados por roteiristas do filme, Simon Pegg e Nick Frost —, que encontram um alienígena chamado Paul enquanto estavam de férias nos Estados Unidos.

## Filmografia

### Filmes (como diretor)
| Ano  | Título                         | Notas                |
| ---- | ------------------------------ | -------------------- |
| 1989 | Swingin' in the Painter's Room | Curta-metragem       |
| 1996 | The Daytrippers                | Também roteirizou    |
| 2007 | Superbad                       |                      |
| 2009 | Adventureland                  | Também roteirizou    |
| 2011 | Paul                           |                      |
| 2013 | Clear History                  | Filme para televisão |
| 2016 | Keeping Up with the Joneses    |                      |

### Televisão
| Ano  | Atração                           | Episódio                  | Notas |
| ---- | --------------------------------- | ------------------------- | ----- |
| 2001 | Undeclared                        | "Addicts"                 |       |
| 2001 | Undeclared                        | "Sick in the Head"        |       |
| 2001 | Undeclared                        | "Eric Visits Again"       |       |
| 2002 | Undeclared                        | "Jobs, Jobs, Jobs"        |       |
| 2002 | Undeclared                        | "Truth or Dare"           |       |
| 2002 | Undeclared                        | "The Perfect Date"        |       |
| 2003 | The Big Wide World of Carl Laemke | "Piloto"                  |       |
| 2003 | Arrested Development              | "Charity Drive"           |       |
| 2003 | Arrested Development              | "Visiting Ours"           |       |
| 2004 | Arrested Development              | "Storming the Castle"     |       |
| 2004 | Cracking Up                       | "Scared Straight          |       |
| 2005 | The Comeback                      | "Valerie Demands Dignity" |       |
| 2005 | The Comeback                      | "Valerie Saves the Show"  |       |
| 2012 | The Newsroom                      | "We Just Decided To"      |       |
| 2012 | The Newsroom                      | "The 112th Congress"      |       |
| 2012 | The Newsroom                      | "The Greater Fool"        |       |